# VM i bandy 2023
Verdensmesterskabet i bandy 2023 var det 41. VM i bandy gennem tiden, og mesterskabet blev arrangeret af Federation of International Bandy og afholdt i Eriksson Arena i Åby, ca. 20 km nord for Växjö, og for første gang bliver det afholdt sammen med kvindernes VM. Sverige er VM-værtsland for 13. gang, men det er første gang, at mændenes VM spilles i Åby.
Federation of International Bandy havde udtrykt intentioner om at afholde VM i 2023, hvilket i givet fald vil blive det første A-VM siden 2019, eftersom turneringerne i 2020 og 2021 blev aflyst på grund af COVID-19-pandemien, mens VM i 2022, der skulle have været afviklet i Rusland, blev aflyst pga. Ruslands invasion af Ukraine tidligere på året. B-VM blev senest afviklet i 2020. Den 22. december 2022 offentliggjorde Svenska Bandyförbundet og Federation of International Bandy, at mesterskabet skulle spilles i Eriksson Arena i Åby med Växjö kommun, Växjö & Co og Åby/Tjureda IF som værter for turneringen, der for første gang afholdes som et samlet mesterskab for både mænd og kvinder.
Mesterskabet var opdelt i en A-turnering med 5 hold og en B-turnering med 6 hold. A-VM blev vundet af værtslandet Sverige, som i finalen besejrede Finland med 3-1, og som dermed vandt mesterskabet for 13. gang, mens Finland vandt VM-sølv for 9. gang i VM-historien. Bronzemedaljerne gik til Norge efter sejr i bronzekampen mod Kasakhstan med 5-1. Norge vandt VM-medaljer for blot tredje gang og for første gang siden 1993.
B-VM blev vundet af Ungarn, som dermed vandt B-mesterskabet for anden gang i træk, eftersom holdet også havde vundet det senest spillede B-VM i 2020. Ungarerne var egentlig kun blevet nr. 3 i B-VM's indledende runde, men i semifinalen vandt holdet med 2-0 over grundspillets nr. 2, Holland, og i finalen besejredes vinderen af den indledende runde, Tyskland, med 2-1. I finalen havde Ungarn været bagud med 0-1, inden de i tillægstiden vendte kampen på hovedet med to scoringer.

## Arena
Mesterskabet afvikles indendørs i Eriksson Arena i Åby i Småland, Sverige – ca. 20 km nord for Växjö.
- Eriksson Arena indefra
- Eriksson Arena set udefra

## A-VM

### Hold
Følgende hold deltog ved A-VM:
- Nr. 2-6 fra A-VM 2019. Vinderen af A-VM 2019, Rusland, var udelukket fra deltagelse i internationale turneringer pga. landets invasion af Ukraine i 2022.

| Hold       | Seneste VM-placering |
| ---------- | -------------------- |
| Sverige    | Nr. 2 ved A-VM 2019  |
| Finland    | Nr. 3 ved A-VM 2019  |
| Norge      | Nr. 4 ved A-VM 2019  |
| Kasakhstan | Nr. 5 ved A-VM 2019  |
| USA        | Nr. 6 ved A-VM 2019  |

### Format
I den indledende runde spillede de fem hold en enkeltturnering alle-mod-alle. De to bedste hold kvalificerede sig direkte til finalen, mens nr. 3 og 4 gik videre til bronzekampen.

### Indledende runde
| Dato      | Kl.   | Kamp                 | Res.  | Pause | Tilskuere | Ref.                                                      |
| --------- | ----- | -------------------- | ----- | ----- | --------- | --------------------------------------------------------- |
| 28. marts | 10:30 | USA - Finland        | 10–14 | 0-4   | 160       | Kamprapport (Webside ikke længere tilgængelig)            |
| 28. marts | 11:30 | Norge - Sverige      | 12–16 | 10-10 | 163       | Kamprapport (Webside ikke længere tilgængelig)            |
| 29. marts | 12:00 | Finland - Kasakhstan | 8–1   | 4-1   | 25        | Kamprapport (Webside ikke længere tilgængelig)            |
| 29. marts | 16:30 | Sverige - USA        | 13–10 | 7-1   | 163       | Kamprapport (Webside ikke længere tilgængelig)            |
| 30. marts | 10:30 | Finland - Norge      | 7–3   | 3-2   | 94        | Kamprapport (Webside ikke længere tilgængelig)            |
| 30. marts | 16:30 | Kasakhstan - USA     | 7–2   | 4-1   | 82        | Kamprapport (Webside ikke længere tilgængelig)            |
| 31. marts | 12:30 | Kasakhstan - Norge   | 1–6   | 1-4   | 103       | Kamprapport (Webside ikke længere tilgængelig)            |
| 31. marts | 19:00 | Sverige - Finland    | 2–2   | 1-1   | 1.009     | Kamprapport (Webside ikke længere tilgængelig)            |
| 1. april  | 11:30 | USA - Norge          | 12–12 | 0-6   | 192       | Kamprapport (Webside ikke længere tilgængelig)            |
| 1. april  | 16:30 | Kasakhstan - Sverige | 0–12  |       |           | Kamprapport Arkiveret 16. januar 2022 hos Wayback Machine |

| Hold       | Kampe | Mål   | Point |
| ---------- | ----- | ----- | ----- |
| Sverige    | 4     | 43-51 | 7     |
| Finland    | 4     | 31-61 | 7     |
| Norge      | 4     | 23-26 | 4     |
| Kasakhstan | 4     | 19-28 | 2     |
| USA        | 4     | 05-46 | 0     |

### Bronzekamp
| Dato     | Kl.   | Kamp               | Res. | Pause | Tilskuere | Ref.                                                      |
| -------- | ----- | ------------------ | ---- | ----- | --------- | --------------------------------------------------------- |
| 2. april | 10:15 | Norge - Kasakhstan | 5–1  |       |           | Kamprapport Arkiveret 16. januar 2022 hos Wayback Machine |

### Finale
| Dato     | Kl.   | Kamp              | Res. | Pause | Tilskuere | Ref.                                                      |
| -------- | ----- | ----------------- | ---- | ----- | --------- | --------------------------------------------------------- |
| 2. april | 16:30 | Sverige - Finland | 3–1  |       |           | Kamprapport Arkiveret 16. januar 2022 hos Wayback Machine |

### Samlet rangering
| Plac.  | Hold       | Kommentar |
| ------ | ---------- | --------- |
| Guld   | Sverige    |           |
| Sølv   | Finland    |           |
| Bronze | Norge      |           |
| 4.     | Kasakhstan |           |
| 5.     | USA        |           |

### Hædersbevisninger
Organisationskomiteen hædrede følgende spillere efter mesterskabet.
| Pris                   | Spiller |
| ---------------------- | ------- |
| MVP                    | [[]]    |
| Bedste målscorer       | [[]]    |
| Bedste målmand         | [[]]    |
| Bedste forsvarsspiller | [[]]    |
| Bedste midtbanespiller | [[]]    |
| Bedste angriber        | [[]]    |

## B-VM
B-VM bliver spillet i Åby, Sverige i perioden 28. marts - 2. april 2023 med deltagelse af ? hold.

### Hold
Følgende hold har mulighed for at stille op til B-VM 2023:
| Hold      | Seneste VM-placering |
| --------- | -------------------- |
| Tyskland  | Nr. 7 ved A-VM 2019  |
| Ungarn    | Vinder af B-VM 2020  |
| Slovakiet | Nr. 3 ved B-VM 2020  |
| Holland   | Nr. 5 ved B-VM 2020  |
| Tjekkiet  | Nr. 8 ved B-VM 2020  |
| Schweiz   | Nr. 9 ved B-VM 2020  |

### Format
De seks hold spillede en enkeltturnering alle-mod-alle. De fire bedste hold gik videre til semifinalerne, mens de to sidste hold spillede om 5.- og 6.-pladsen.

### Indledende runde
| Dato      | Kl.   | Kamp                 | Res.    | Pause | Tilskuere | Ref.                                           |
| --------- | ----- | -------------------- | ------- | ----- | --------- | ---------------------------------------------- |
| 24. marts | 09:00 | Holland - Schweiz    | 011–011 | 4-0   | 25        | Kamprapport (Webside ikke længere tilgængelig) |
| 24. marts | 11:00 | Tyskland - Slovakiet | 4–6     | 2-4   | 23        | Kamprapport (Webside ikke længere tilgængelig) |
| 24. marts | 13:00 | Ungarn - Tjekkiet    | 7–0     | 2-0   | 21        | Kamprapport (Webside ikke længere tilgængelig) |
| 24. marts | 16:00 | Slovakiet - Holland  | 1–6     | 0-2   | 32        | Kamprapport (Webside ikke længere tilgængelig) |
| 24. marts | 18:00 | Tjekkiet - Tyskland  | 3–6     | 1-1   | 31        | Kamprapport (Webside ikke længere tilgængelig) |
| 24. marts | 20:00 | Schweiz - Ungarn     | 1–7     | 1-3   | 43        | Kamprapport (Webside ikke længere tilgængelig) |
| 25. marts | 08:00 | Tyskland - Ungarn    | 6–3     | 3-2   | 28        | Kamprapport (Webside ikke længere tilgængelig) |
| 25. marts | 10:00 | Slovakiet - Schweiz  | 7–1     | 4-0   | 19        | Kamprapport (Webside ikke længere tilgængelig) |
| 25. marts | 12:00 | Tjekkiet - Holland   | 1–6     | 0-3   | 53        | Kamprapport (Webside ikke længere tilgængelig) |
| 25. marts | 15:00 | Slovakiet - Ungarn   | 1–5     | 0-3   | 42        | Kamprapport (Webside ikke længere tilgængelig) |
| 25. marts | 17:00 | Schweiz - Tjekkiet   | 0–7     | 0-3   | 86        | Kamprapport (Webside ikke længere tilgængelig) |
| 25. marts | 19:00 | Holland - Tyskland   | 4–6     | 4-2   | 83        | Kamprapport (Webside ikke længere tilgængelig) |
| 26. marts | 08:00 | Tjekkiet - Slovakiet | 2–2     | 1-0   | 18        | Kamprapport (Webside ikke længere tilgængelig) |
| 26. marts | 10:00 | Tyskland - Schweiz   | 10–01   | 8-0   | 62        | Kamprapport (Webside ikke længere tilgængelig) |
| 26. marts | 12:00 | Holland - Ungarn     | 4–2     | 2-1   | 80        | Kamprapport (Webside ikke længere tilgængelig) |

| Hold      | Kampe | Mål   | Point |
| --------- | ----- | ----- | ----- |
| Tyskland  | 5     | 32-16 | 8     |
| Holland   | 5     | 31-10 | 8     |
| Ungarn    | 5     | 24-12 | 6     |
| Slovakiet | 5     | 17-18 | 5     |
| Tjekkiet  | 5     | 13-21 | 3     |
| Schweiz   | 5     | 02-42 | 0     |

### Kamp om 5.-pladsen
| Dato      | Kl.   | Kamp               | Res. | Pause | Tilskuere | Ref.                                           |
| --------- | ----- | ------------------ | ---- | ----- | --------- | ---------------------------------------------- |
| 26. marts | 15:00 | Tjekkiet - Schweiz | 4–2  | 2-1   | 23        | Kamprapport (Webside ikke længere tilgængelig) |
| 27. marts | 13:00 | Tjekkiet - Schweiz | 4–2  | 3-1   | 7         | Kamprapport (Webside ikke længere tilgængelig) |

### Semifinaler
| Dato      | Kl.   | Kamp                 | Res. | Pause | Tilskuere | Ref.                                           |
| --------- | ----- | -------------------- | ---- | ----- | --------- | ---------------------------------------------- |
| 26. marts | 17:00 | Tyskland - Slovakiet | 8–5  | 5-2   | 40        | Kamprapport (Webside ikke længere tilgængelig) |
| 26. marts | 19:00 | Holland - Ungarn     | 0–2  | 0-1   | 55        | Kamprapport (Webside ikke længere tilgængelig) |

### Bronzekamp
| Dato      | Kl.   | Kamp                | Res. | Pause | Tilskuere | Ref.                                           |
| --------- | ----- | ------------------- | ---- | ----- | --------- | ---------------------------------------------- |
| 27. marts | 15:00 | Holland - Slovakiet | 4–0  | 1-0   | 61        | Kamprapport (Webside ikke længere tilgængelig) |

### Finale
| Dato      | Kl.   | Kamp              | Res. | Pause | Tilskuere | Ref.                                           |
| --------- | ----- | ----------------- | ---- | ----- | --------- | ---------------------------------------------- |
| 27. marts | 17:00 | Tyskland - Ungarn | 1–2  | 1-0   | 82        | Kamprapport (Webside ikke længere tilgængelig) |

### Samlet rangering
| Plac.  | Hold      | Kommentar               |
| ------ | --------- | ----------------------- |
| Guld   | Ungarn    | Oprykning til A-VM 2024 |
| Sølv   | Tyskland  |                         |
| Bronze | Holland   |                         |
| 4.     | Slovakiet |                         |
| 5.     | Tjekkiet  |                         |
| 6.     | Schweiz   |                         |

### Hædersbevisninger

#### MVP
Tekst mangler, hjælp os med at skrive teksten

#### Topscorer
Tekst mangler, hjælp os med at skrive teksten

#### All star-hold
| Pris                   | Spiller |
| ---------------------- | ------- |
| Bedste målmand         | [[]]    |
| Bedste forsvarer       | [[]]    |
| Bedste midtbanespiller | [[]]    |
| Bedste angiber         | [[]]    |

#### Fair play
Tekst mangler, hjælp os med at skrive teksten